# Molino de la Villa (Ademuz)

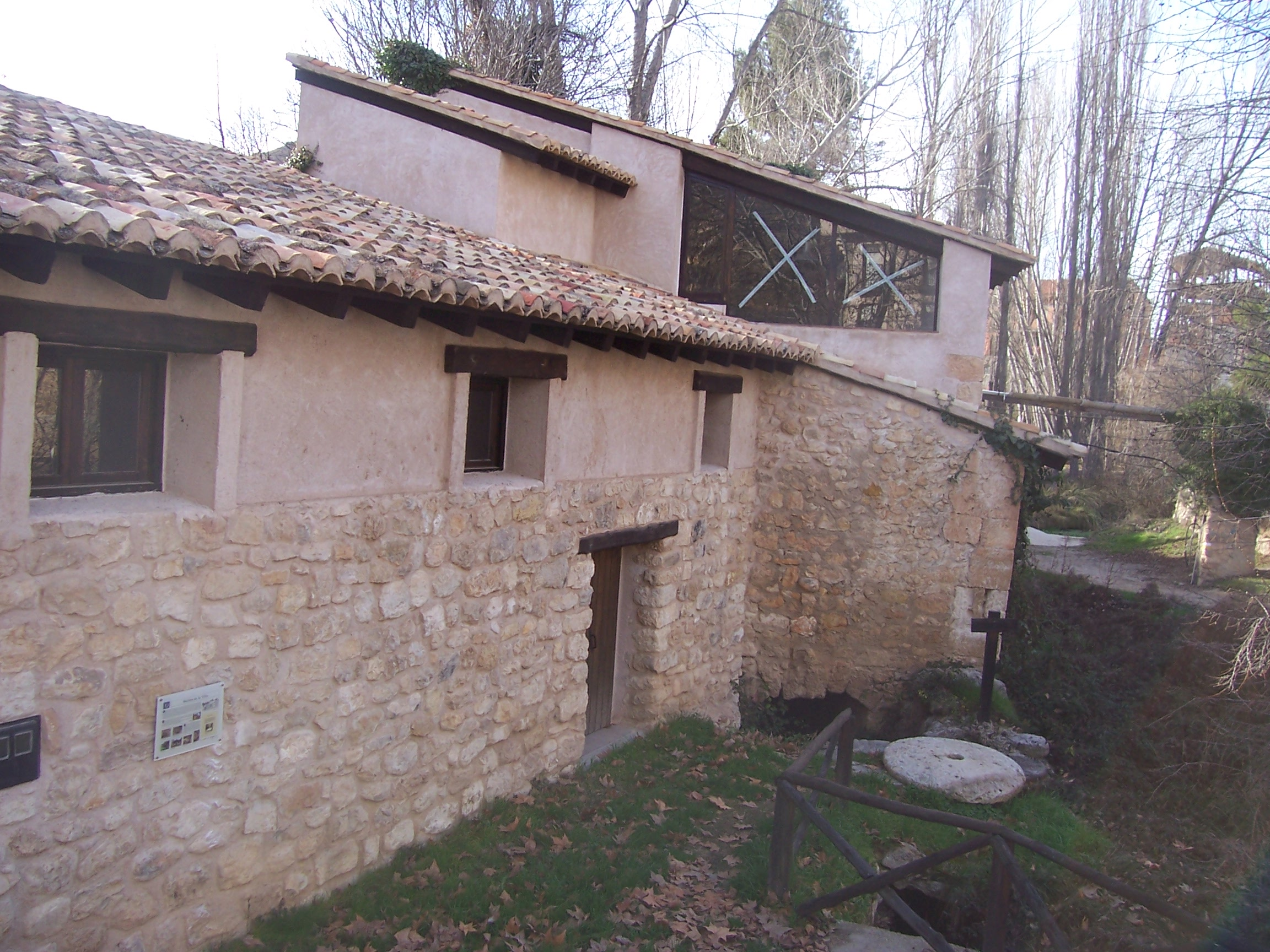
Molino de la Villa. Siglos XIII-XIX. Ademuz.

El Molino de la Villa es un edificio civil situado en la villa de Ademuz, provincia de Valencia (España).

## Historia
El Molino de la Villa se emplaza a orillas del río Bohílgues, afluente del Turia, de cuyas aguas se nutre. Constituye el molino harinero más antiguo del término de Ademuz. Su existencia ya está documentada en el siglo XIII, en tiempos de la conquista cristiana por Pedro II de Aragón. Desde entonces, durante buena parte de la época foral, era conocido como Molino Real, ya que la Corona Aragonesa tenía jurisdicción sobre los hornos y los molinos de la villa de Ademuz y su término.
No obstante, Jaime II de Aragón, a principios del siglo XIV, hizo donación del edificio a la municipalidad a cambio de unas rentas fijas. Probablemente, desde entonces fue conocido por Molino de la Villa, por ser de propios y estar administrado por la municipalidad.
Ya en época contemporánea, aunque con esa denominación, pasó a manos de particulares con la desamortización y enajenación de bienes municipales llevada a cabo a mediados del siglo XIX.

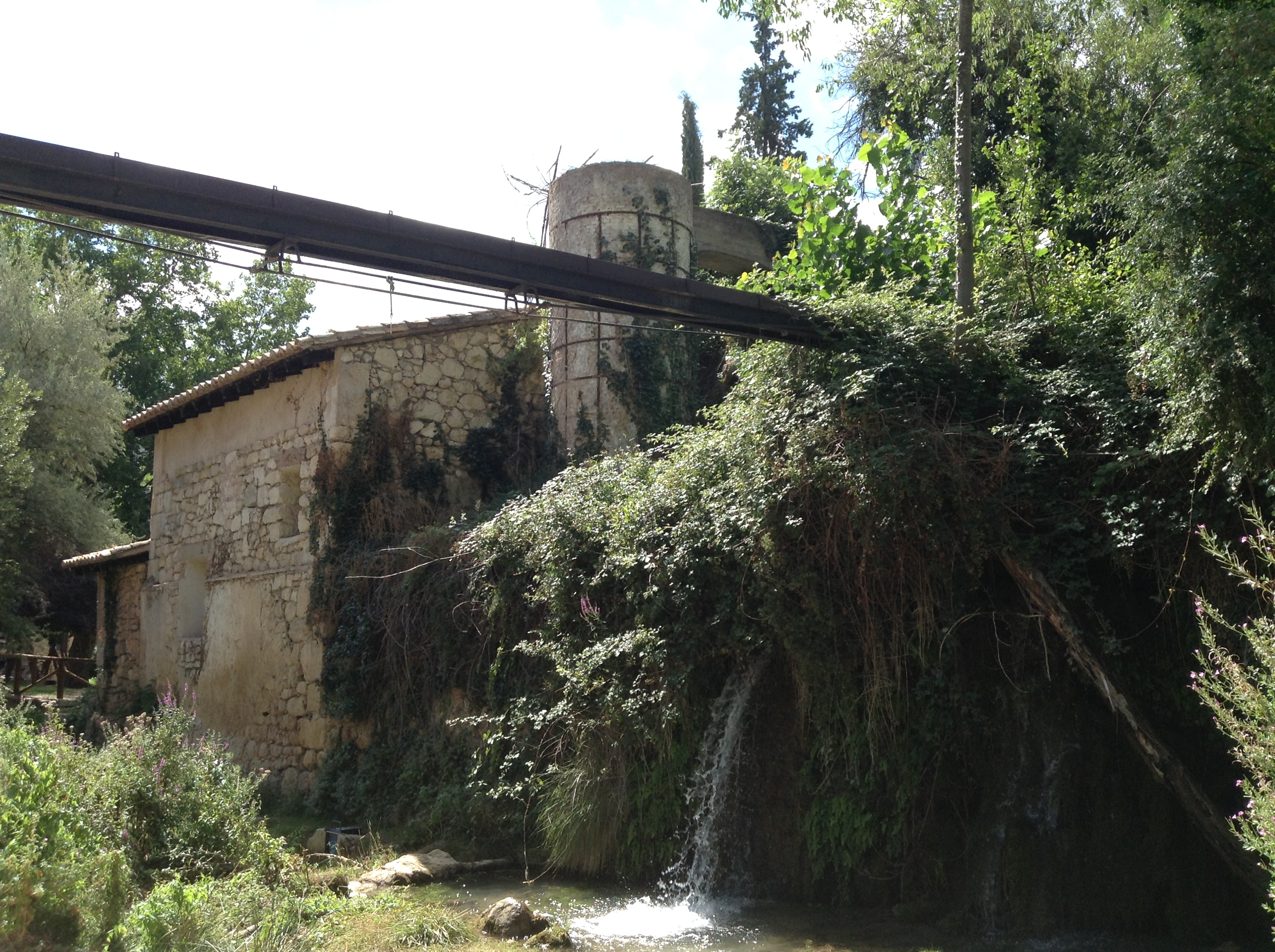
Molino de la Villa. Vista del cubo y canal. Ademuz.

## Descripción
Se trata de un edificio de planta irregular, alargada, fruto de diversas ampliaciones y obras a lo largo de su dilatada historia, especialmente en el siglo XIX. Mantiene sus dos muelas, y el cubo exterior, de grandes dimensiones.

## Usos
Tras ser adquirido por la municipalidad de nuevo, fue restaurado en 2003 y en la actualidad está destinado a Sala de Exposiciones, celebración de eventos, así como Oficina Municipal de Turismo. En las inmediaciones puede admirarse diversas construcciones relacionadas con el agua: la Fuente Vieja, el Lavadero Público, el Molino de Efrén. Todos estos elementos hacen del entorno uno de los más visitados de la villa. Aquí parte también la Ruta del Bohílgues, muy frecuentada por senderistas.